# Франківська сільська рада
Франкі́вська сільська́ ра́да — адміністративно-територіальна одиниця та орган місцевого самоврядування в Чорнобаївському районі Черкаської області. Адміністративний центр — село Франківка.

## Загальні відомості
- Населення ради: 1 164 особи (станом на 2001 рік)

## Населені пункти
Сільській раді підпорядковані населені пункти:
- с. Франківка
- с. Бакаєве

## Склад ради
Рада складається з 14 депутатів та голови.
- Голова ради: Джулай Катерина Іванівна
- Секретар ради: Романій Світлана Миколаївна

### Керівний склад попередніх скликань
| Прізвище, ім'я, по батькові | Основні відомості                                                         | Дата обрання | Дата звільнення |
| --------------------------- | ------------------------------------------------------------------------- | ------------ | --------------- |
| Гопка Іван Іванович         | Сільський голова, 1952 року народження, безпартійний                      | 26.03.2006   | 31.10.2010      |
| Джулай Катерина Іванівна    | Сільський голова, 1958 року народження, освіта вища, член Партії регіонів | 31.10.2010   |                 |

Примітка: таблиця складена за даними сайту Верховної Ради України

### Депутати
За результатами місцевих виборів 2010 року депутатами ради стали:

#### За суб'єктами висування
| Суб'єкт висування         | Кількість обраних депутатів | %    |
| ------------------------- | --------------------------- | ---- |
| Партія регіонів           | 12                          | 85,7 |
| Українська Народна Партія | 2                           | 14,3 |

#### За округами
| № округу                  | Прізвище, ім'я, по батькові    | Дата визнання обраним | Освіта             | Партійна приналежність | Відомості про обраного депутата                          |
| ------------------------- | ------------------------------ | --------------------- | ------------------ | ---------------------- | -------------------------------------------------------- |
| Партія регіонів           |                                |                       |                    |                        |                                                          |
| 3                         | Тітаренко Валентина Миколаївна | 05.11.2010            | середня спеціальна | член Партії регіонів   | Франківський фельдшерсько-акушерський пункт, завідувачка |
| 4                         | Папуша Надія Іванівна          | 05.11.2010            | середня спеціальна | член Партії регіонів   | Франківська сільська бібліотека, бібліотекар             |
| 5                         | Головань Любов Іванівна        | 05.11.2010            | середня            | член Партії регіонів   | тимчасово не працює                                      |
| 6                         | Поляков Сергій Вікторович      | 05.11.2010            | середня спеціальна | член Партії регіонів   | тимчасово не працює                                      |
| 7                         | Вельган Віктор Максимович      | 05.11.2010            | середня спеціальна | член Партії регіонів   | тимчасово не працює                                      |
| 8                         | Савчук Надія Миколаївна        | 05.11.2010            | середня            | член Партії регіонів   | ТОВ «Мрія», зав. током                                   |
| 9                         | Романій Світлана Миколаївна    | 05.11.2010            | середня спеціальна | член Партії регіонів   | Сільська рада, секретар                                  |
| 10                        | Чорненький Володимир Федорович | 05.11.2010            | середня            | член Партії регіонів   | ТОВ «Мрія», тракторист-машиніст                          |
| 11                        | Перкова Неля Олександрівна     | 05.11.2010            | середня спеціальна | член Партії регіонів   | Бакаївський фельдшерсько-акушерський пункт, завідувачка  |
| 12                        | Бичовий Володимир Степанович   | 05.11.2010            | вища               | член Партії регіонів   | ТОВ «Мрія», головний зоотехнік                           |
| 13                        | Романенко Геннадій Петрович    | 05.11.2010            | середня            | член Партії регіонів   | ТОВ «Мрія», бригадир автотракторного парку               |
| 14                        | Косенко Ніна Петрівна          | 05.11.2010            | середня            | член Партії регіонів   | Бакаївський сільський клуб, завідувачка                  |
| Українська Народна Партія |                                |                       |                    |                        |                                                          |
| 1                         | Лисенко Валерій Павлович       | 05.11.2010            | середня            | позапартійний          | СТОВ «Надія», механізатор                                |
| 2                         | Гладкий Віталій Володимирович  | 05.11.2010            | середня            | позапартійний          | тимчасово не працює                                      |